# Typhon

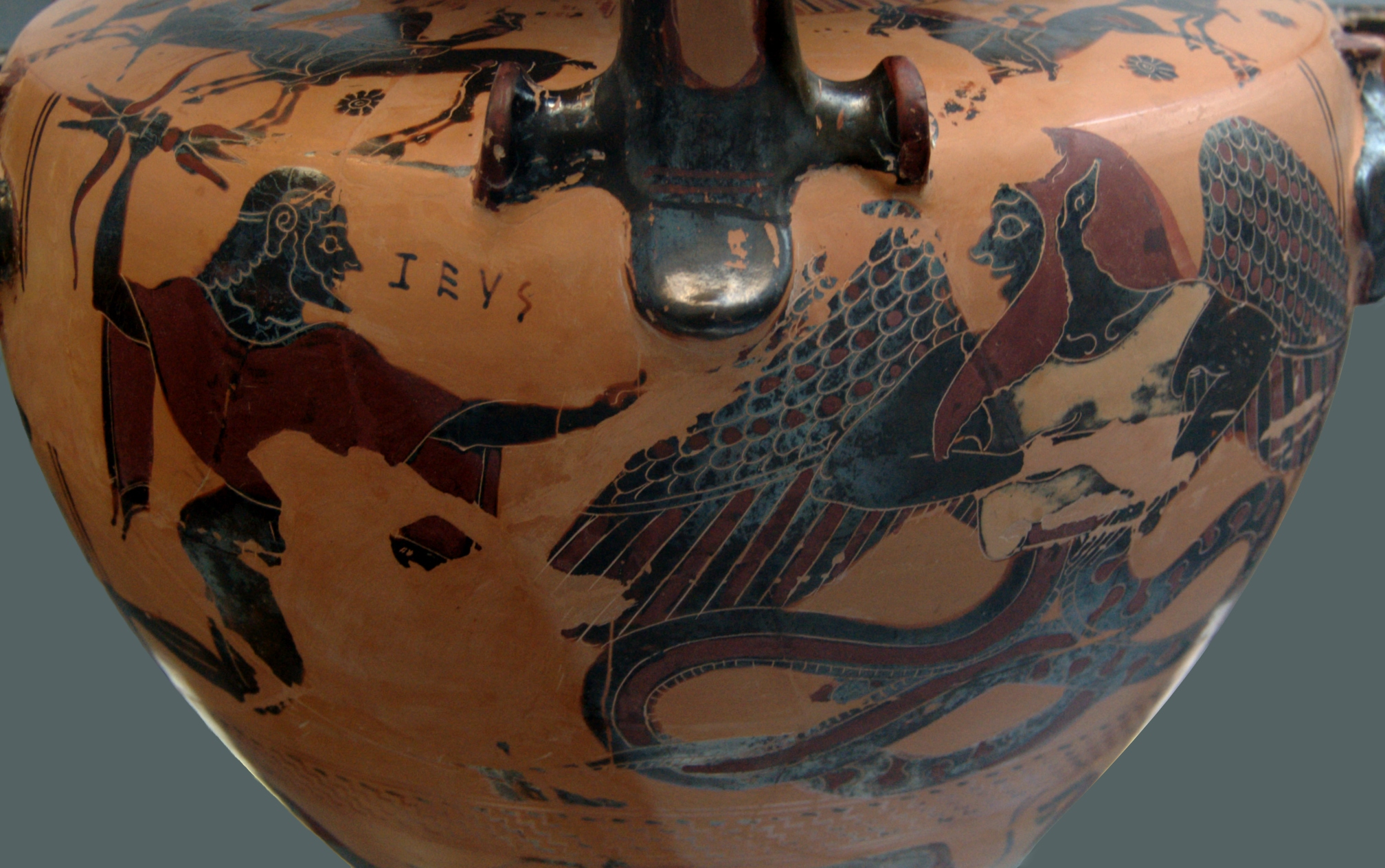
Zeus ném tia sét vào Typhon, bình gốm có từ những năm 550 trước công nguyên, Staatliche Antikensammlungen

Trong thần thoại Hy Lạp, Typhon (tiếng Hy Lạp: Τυφῶν, Tuphōn), cũng là Typheus/Typhoeus (Τυφωεύς, Tuphōeus), Typhaon (Τυφάων, Tuphaōn) hay Typhos (Τυφώς, Tuphōs) là người con cuối cùng của nữ thần Đất mẹ Gaia và thần vực thẳm vô tận Tartarus (em của Gaia). Typhon được coi như một quái thú với âm mưu lật đổ ngôi Zeus để trở thành Vua của các vị thần và loài người. Typhon được cho là một loại sinh vật to lớn nhất và hình dạng kỳ lạ nhất từng được biết đến từ trước đến nay, Typhon dáng người và hàng trăm đầu rắn khác nhau. Typhon bị hạ bởi Zeus, và bị Zeus giam cầm dưới chân Núi Etna.

## Thần thoại
Theo thần thoại Hy Lạp, sau những lần thất bại trước Zeus thần Gaia vẫn không từ bỏ ý đồ lật đổ Zeus. Lần này bà đã xuống địa vực Tartarus, nơi ở của thần vực thẳm vô tận Tartarus, cũng là em trai của bà để xin một đứa con có đủ sức mạnh để lật đổ Zeus và các vị thần trên đỉnh Olympus. Typhon ra đời. Typhon to lớn đến mức hai tay vòng ra ôm được cả thế giới, ngóc đầu dậy thì chạm tới trời, mỗi bước đi thì làm mặt đất nghiêng ngả. Đã vậy Typhon lại còn kỳ dị tới mức đôi cánh đen sau lưng che được mặt trời, làm cho mặt đất âm u như địa ngục, cái đầu rồng thì thở ra lửa khiến cho mọi vật bốc cháy, một trăm cái đầu rắn của Typhon mô phỏng mọi tiếng kêu của mọi loài trên thế giới, lại còn chui rúc khắp nơi để đánh hơi, tìm kiếm thông tin, một trăm cánh tay của Typhon cầm nắm đủ mọi vũ khí, từ những ngọn núi, những cây tuyết tùng khổng lồ... Typhon tự tin đánh bại thần Zeus nên hùng hổ tiến đến đỉnh Olympus.
Trận đấu của Typhon với Zeus chia ra làm hai hiệp. Hiệp một, sau khi Typhon từ vực thẳm Tartarus bò lên khiến âm phủ rung chuyển, thần Hades thấy vậy liền bay ra, thần đâm cây trượng hai đầu của mình và toàn bộ sức lực để dìm Typhon xuống nhưng vô ích, biết mình không phải đối thủ nên thần bay lên Olympus để báo tin cho các vị thần. Các vị thần trẻ khác nghe tin thì bỏ chạy tán loạn. Thần Poseidon tức giận, ngài dùng cây đinh ba dồn nước biển lại để dìm chết Typhon nhưng nước biển mênh mông cũng không hạ gục được Typhon. Typhon vẫn hùng hổ tiến lại. Thần Zeus lao vào cuộc chiến tay đôi với nó, thần dùng sấm sét nhằm xé toạc nó ra nhưng không đủ sấm xét lại bị một trăm cái đầu rắn quấn chặt nên thần Zeus bị thua. Ngài bị Typhon rút hết gân và treo lên.
Lúc này thần Hermes bè lấy cây đàn Lia và thần mục đồng Pan cầm cây sáo tiến lại chỗ Typhon, người đánh đàn người thổi sáo tạo nên những âm thanh mê ly nên Typhon rất thích thú và ngủ gật. Thần Pan nhanh chóng giật sợi gân từ tay Typhon và đi nối lại cho thần Zeus. Thần Hermes bảo với Typhon rằng thần thợ rèn Hephaistos rất có tài nếu thả ông ta ra thì ông ta sẽ làm ra các nhạc cụ còn hay hơn nữa. Typhon đồng ý và Hephaistos được thả ra, ông ta nhanh chóng bắt tay vào rèn thêm những thanh sét với sức mạnh hủy diệt. Khi mọi việc đã thành thần Zeus lao vào Typhon lần hai. Hai bên đánh nhau long trời lở đất, bên phóng sét tung trời, bên nhả lửa thiêu rụi mọi thứ khiến cho vùng Sahara trộng lớn cháy trụi và thành một sa mạc khô cằn và nắng cháy. Khi Typhon sức cùng lực kiệt thì thần Zeus được sự giúp đỡ của Hephaistos, thần Hades, thần Poseidon đã hạ gục được Typhon. Thần Zeus quẳng Typhon về lại nơi nó sinh ra rồi lấy núi Etna đè lên để không cho Typhon thoát ra nữa. Typhon bị đẩy xuống Tartarus nhưng hàng năm Typhon vẫn nhả lửa ra báo thù khiến Etna trở thành một ngọn núi lửa. Chưa dừng lại ở đó, nó còn lấy một nữ quỷ nữa là Edchina và sinh ra một lứa con toàn những quái vật ghê ghớm khác như Cerberus, Hydra, Outher, Chimera, Ladon...
Thần Hades đã xin với thần Zeus đừng giết các con của Typhon mà hãy để chúng trở thành các thử thách cho các anh hùng sau này vượt qua.

## Liên quan
- Walter Burkert, Greek Religion 1985
- Robert Graves, The Greek Myths, (1955) 1960, §36.1-3
- Karl Kerenyi, The Gods of the Greeks 1951
- Calvert Watkins, How to Kill a Dragon 1995, 448-459